# Diana Millay
Diana Claire Millay (7 de junio de 1934-8 de enero de 2021) fue una actriz estadounidense. Trabajó principalmente en la televisión, actuando como invitada en casi 100 programas de máxima audiencia, y tuvo papeles continuos en dos telenovelas diurnas, Dark Shadows y The Secret Storm.

## Carrera
Millay nació en Rye (Nueva York), y comenzó su carrera como modelo, primero de niña para el catálogo de Montgomery Ward, y más tarde como modelo principal de Conover para John Robert Powers.
Todos los años, durante las vacaciones de verano del instituto, aparecía en producciones de teatro de verano, interpretando papeles principales o destacados en obras de teatro clásicas como Our Hearts Were Young and Gay, The Girl on the Via Flaminia, Come Back, Little Sheba, Time of the Cuckoo, The Seven Year Itch, Ladies in Retirement, Bell, Book and Candle, Time Out for Ginger, Picnic, The Little Foxes, Tobacco Road, y Life With Father. En total, apareció en siete temporadas del teatro de verano.

### Broadway
En 1957, Broadway la llamó y Millay actuó junto con Sam Levene y Ellen Burstyn en Fair Game. Sus posteriores apariciones en Broadway incluyen Drink to Me Only junto con Tom Poston, Roger the Sixth junto con Alan Alda, The Glass Rooster junto con Michael Allinson y Boeing Boeing junto con Ian Carmichael. Además, pasó un año de gira por Estados Unidos y Canadá junto a Eddie Bracken en The Seven Year Itch.
El primer papel cinematográfico de Millay fue en la película de United Artists de 1957 Street of Sinners, junto con George Montgomery.

### Televisión
Su debut en televisión se produjo en un episodio de la serie antológica Star Tonight. Después de eso, uno de los primeros papeles de Millay en la televisión fue el de cronometrador en Masquerade Party en 1956. Comenzó su extensa carrera televisiva cuando actuó como estrella invitada en Star Tonight en el episodio titulado "Taste". Siguió apareciendo en otras producciones "en vivo" como Robert Montgomery Presents, Kraft Television Theatre, Studio One, U.S. Steel Hour, Omnibus, Pond's Theatre, Philco Television Playhouse, Playhouse 90, y muchos otros. Hizo tres apariciones como invitada en la serie judicial de la CBS Perry Mason, protagonizada por Raymond Burr. En 1961 interpretó a Debra Bradford en "The Case of the Resolute Reformer", y al personaje principal y a la acusada Sue Ellen Frazer en "The Case of the Unwelcome Bride". En 1963 interpretó a Eula Johnson, víctima de un asesinato, en "The Case of the Bouncing Boomerang."
Sus créditos en la televisión incluyen papeles de estrella invitada en la mayoría de los principales programas que se emitían a finales de la década de 1950 y a lo largo de la década de 1960, incluyendo Stagecoach West, Father Knows Best, The Tab Hunter Show, My Three Sons, The Americans, Gunsmoke (como personaje principal en el episodio "Melinda Miles" - 1957 S6E37), Bonanza (en el episodio 32 de la segunda temporada), The Virginian, Arrest and Trial, 77 Sunset Strip, Rawhide, Tales of Wells Fargo, Wagon Train, Laramie, Route 66, Hawaiian Eye, The Rifleman, Thriller, Maverick (en el episodio "Dodge City or Bust" junto con Jack Kelly y una breve aparición de Roger Moore), The Life and Legend of Wyatt Earp, Dobie Gillis, The Westerner de Sam Peckinpah, Perry Mason, y The Man from U.N.C.L.E.. Millay realizó tres episodios piloto de televisión para posibles nuevas series de televisión, Slezak and Son, Boston Terrier, y Las Vegas Beat.
En 1962, fue elegida como "Miss Emmy" debido a sus numerosas apariciones en programas de televisión de máxima audiencia.

### Dark Shadows
Después de completar la película de Paramount Tarzan and the Great River junto con Mike Henry y Jan Murray que se rodó en Brasil, el productor ejecutivo Dan Curtis le ofreció el papel de "Laura Collins" en su serie diurna de la ABC, el clásico de culto Dark Shadows en noviembre de 1966. Apareció en sesenta y dos episodios, y se convirtió en el primer personaje sobrenatural de la serie, interpretando a una mujer fénix inmortal que se quema en un incendio y renace para pasar otro siglo en la tierra. Después de que su encarnación actual se consumiera de nuevo en un incendio, regresó durante la historia de flashbacks que tuvo lugar en el siglo XIX, como otra reencarnación de "Laura Collins". Apareció en un largometraje inspirado en la serie, la película de MGM de 1971 Night of Dark Shadows junto con David Selby.
En 1970, a Millay se le ofreció un papel diurno como "Kitty Styles" en la telenovela de la CBS The Secret Storm. Su paso por esta serie le dio la oportunidad de trabajar de nuevo con los antiguos alumnos de Dark Shadows Robert Costello, que era productor en ambas series, y Joel Crothers, que interpretaba a "Joe Haskell" en Dark Shadows y a "Ken Stevens" en The Secret Storm.

## Libros
Los intereses de Millay pasaron de la actuación a la escritura y publicó varios libros, entre ellos I'd Rather Eat Than Act, The Power of Halloween, y How to Create Good Luck.

## Vida personal
Estuvo casada con el productor de Broadway Geoffrey Jones, pero se separaron poco después del nacimiento de su hijo, Kiley Christopher.[cita requerida]
Millay murió en 2021, a los 86 años.